# Upplands runinskrifter 713
Upplands runinskrifter 713 är en försvunnen vikingatida runsten som funnits i Skeberga, Kungs-Husby socken och Enköpings kommun. Stenen har varit försvunnen länge. Överst på ristningen finns en bild av fågel. Det är en parsten till U 712 som också rests av Olev till Gerbjörns minne, dock ensam och utan sina bröder som varit med och rest U 713. Ristningen har attribuerats till Balle.

## Inskriften
Translitterering av runraden:
[...- ulaifr · þaiʀ · lity raisa · stain · at · trbiorn · b... ...]
Normalisering till runsvenska:
... Olæifʀ, þæiʀ letu ræisa stæin at Gæiʀbiorn(?), b[roður] ...
Översättning till nusvenska:
... Olev, de läto resa stenen efter Gerbjörn, (sin) broder.